# Maximiliano Morález
Maximiliano Nicolás Morález, connu sous le nom de Maxi Morález, né le 27 février 1987 à Granadero Baigorria (es), est un footballeur international argentin. Il joue au poste de milieu de terrain au New York City FC en MLS.
Maxi Morález possède une sélection en équipe d'Argentine, acquise le 16 mars 2011 lors d'un match amical face au Venezuela.

## Biographie

### Joueur désigné en MLS
Avec le New York City FC, il remporte la Coupe MLS en 2021 puis la Campeones Cup en 2022.

### Court retour décevant en Argentine
Désirant retourner dans son Argentine natale après avoir connu du succès avec New York, Maxi Morález est transféré au Racing Club, son club formateur, le 23 décembre 2022,. Moins d'un mois après son retour, le 20 janvier 2023, il dispute et remporte la Supercopa Internacional 2022 (en), étant titulaire et passeur décisif dans la victoire 2-1 face aux Boca Juniors. Cependant, les relations avec son entraîneur Fernando Gago se détériorent au fil des mois. Il décide alors de résilier son contrat à l'amiable le 1er août 2023 avant de, quelques jours plus tard, retrouver le New York City FC où il s'engage pour un an et demi.

### Deuxième période au New York City FC
De retour à New York, Morález dispute sa première rencontre le 20 août 2023, jouant l'entièreté de la rencontre face à Minnesota United (défaite 0-2). Mais après seulement quatre rencontres, le club annonce que son joueur doit être opéré en raison d'une rupture du ligament croisé antérieur au genou droit, mettant fin prématurément à sa saison.

## Palmarès

### En club
Vélez Sarsfield
- Champion d'Argentine en Clausura 2009 et Clausura 2011.

 New York City FC
- Vainqueur de la Coupe MLS en 2021.
- Vainqueur de la Conférence Est de la MLS en 2021.
- Vainqueur de la Campeones Cup en 2022.

 Racing Club
- Vainqueur de la Supercopa Internacional en 2022 (en)

### En sélection
Argentine -20 ans
- Vainqueur de la Coupe du monde des moins de 20 ans en 2007.

### Individuel
- Nommé dans l'équipe type de la MLS (MLS Best XI) en 2019